# Mordaunt Shairp
Mordaunt Shairp est un dramaturge et scénariste britannique né le 13 mars 1887 et décédé le 18 janvier 1939.

## Filmographie partielle
- 1935 : L'Ange des ténèbres (The Dark Angel) de Sidney Franklin
- 1936 : L'Ange blanc (The White Angel) de William Dieterle

## Pièces de théâtre
- The Crime at Blossoms
- The Green Bay Tree